# Коич, Лазар
Лазар Коич (серб. Лазар Којић; род. 11 декабря 1999, Сербия) — сербский футболист, полузащитник клуба «Вождовац».

## Клубная карьера
Коич — воспитанник клуба «Бродарац». В январе 2018 года стал игроком нидерландской «Фортуны» из Ситтарда. 2 февраля в матче против «Волендама» он дебютировал в Эрстедивизи. В августе того же года Лазар на правах аренды перешёл в клуб «Бачка». 21 октября в матче против «Динамо» (Вране) Коич дебютировал в сербской Суперлиге.
В феврале 2019 года полузащитника арендовал «Радник». 16 февраля в поединке против «Пролетера» он провёл первый матч за клуб. В составе команды провёл два сезона.